# Мототріал

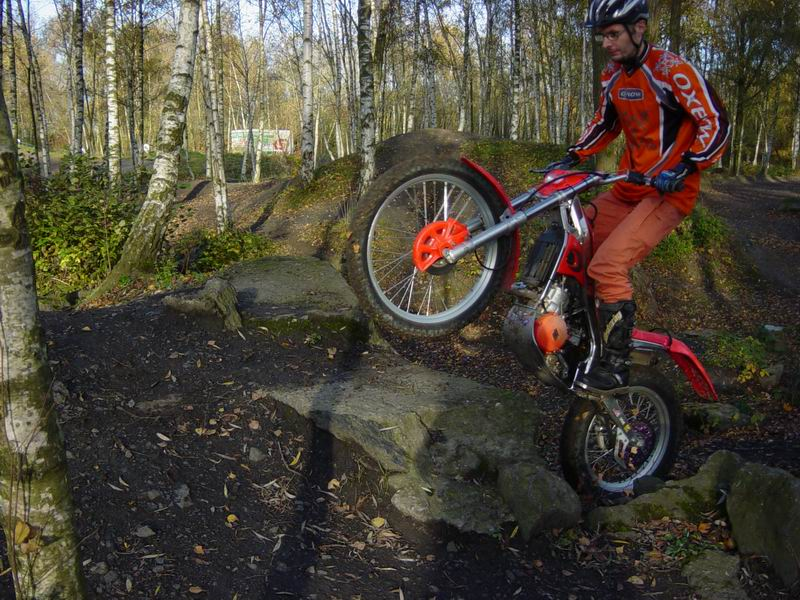
Мототріал.

Мототріал — технічний вид спорту, один з видів тріалу, метою в якому є подолання перешкод, природних або штучних, на мотоциклі, не торкаючись перешкод частинами тіла. Мототріал не присутній на Олімпійських іграх, але на Всесвітніх іграх у Дуйсбурзі у 2005 році розігрувалися медалі і з мототріалу.

## Опис
Змагання з мототріалу проводяться на відкритих і закритих стадіонах. Аутдортріал (від англ. Outdoor — на відкритому повітрі) проводиться на пересіченій місцевості, найчастіше це пагорби зі струмками або гориста місцевість, але площа, на якій проводяться змагання, невелика.
Шлях позначається прапорцями, які встановлюються вздовж неї на схилах і підйомах. Траси рясніють поворотами і камінням, тому пілоти зазвичай не ризикують і не розвивають високі швидкості. Зазвичай при підйомах доводиться стрибати по камінню, а на схилах треба постійно гальмувати і долати ямки і канавки. Розвинути швидкість можна лише на чистих ділянках, де немає перешкод.
Індортріал значно відрізняється від свого побратима. У залі споруджують 8-10 перешкод, що змінюються за висотою і формою, з підручних матеріалів (це може бути дерево, метал, пластмаса), найчастіше надають їм форму простих кубів або каменів, що стоять один на одному, або розташовані на відстані один від одного, або оригінальну. Прикладами можуть бути покладені вверх дном човни у залі у Марселі, величезні покладені котушки (від кабелю), що лежать горизонтально, або великі моделі об'ємних цифр та інших речей.